# Irtyš Pavlodar FK
Irtyš Pavlodar FK (kazašsky Ертіс Павлодар Футбол Клубы) byl kazachstánský fotbalový klub z města Pavlodar. V minulosti nesl též názvy Traktor Pavlodar, Ansat Pavlodar a sponzorský název Irtyš-Bastau. Je jedním z nejúspěšnějších kazachstánských klubů od získání nezávislosti Kazachstánu, pětkrát se stal jeho mistrem (1993, 1997, 1999, 2002, 2003), jednou získal kazachstánský fotbalový pohár (1998). Do roku 2001 hrával asijskou Ligu mistrů, poté přešel stejně jako ostatní kazachstánské kluby do evropských pohárů. V asijské Lize mistrů (LM AFC) dosáhl největšího úspěchu v roce 2001, kdy skončil na 4. místě (v LM AFC se hraje zápas o 3. místo, Irtyš v něm podlehl íránskému Persepolisu). Do evropských pohárů vstoupil v sezóně 2003–04, kdy v 1. předkole Ligy mistrů vypadl s Omonií Nikósia. V Evropské lize 2009/10 vypadl v 1. předkole s maďarským Szombathelyi Haladás, v Evropské lize 2011/12 vyřadil v 1. předkole Jagiellonii Białystok, ve 2. předkole vypadl s FC Metalurgi Rustavi.
Kvůli finančním těžkostem tým v květnu 2020 odstoupil z rozehrané nejvyšší soutěže. Dosažené výsledky byly anulovány.

## Úspěchy
- 5× vítěz Premjer Ligasy (1993, 1997, 1999, 2002, 2003)[1]
- 1× vítěz kazachstánského fotbalového poháru (1997/98)[3]